# Sapphirina opalina
Sapphirina opalina är en kräftdjursart som beskrevs av James Dwight Dana 1849. Sapphirina opalina ingår i släktet Sapphirina och familjen Sapphirinidae. Inga underarter finns listade i Catalogue of Life.